# Platine à silex
Pour les articles homonymes, voir Platine (homonymie).

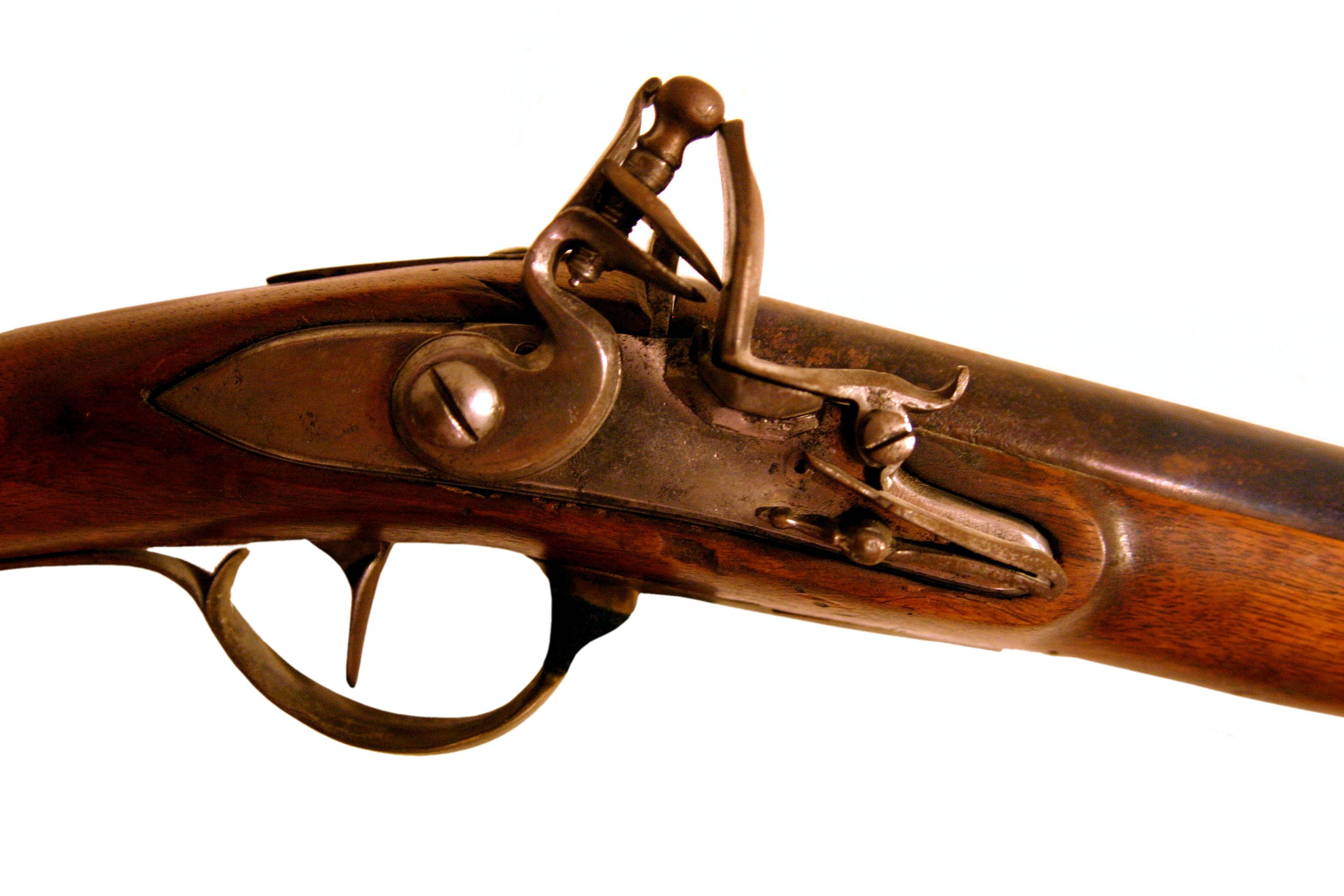
Platine à silex d'un fusil de chasse du XVIIIe siècle.

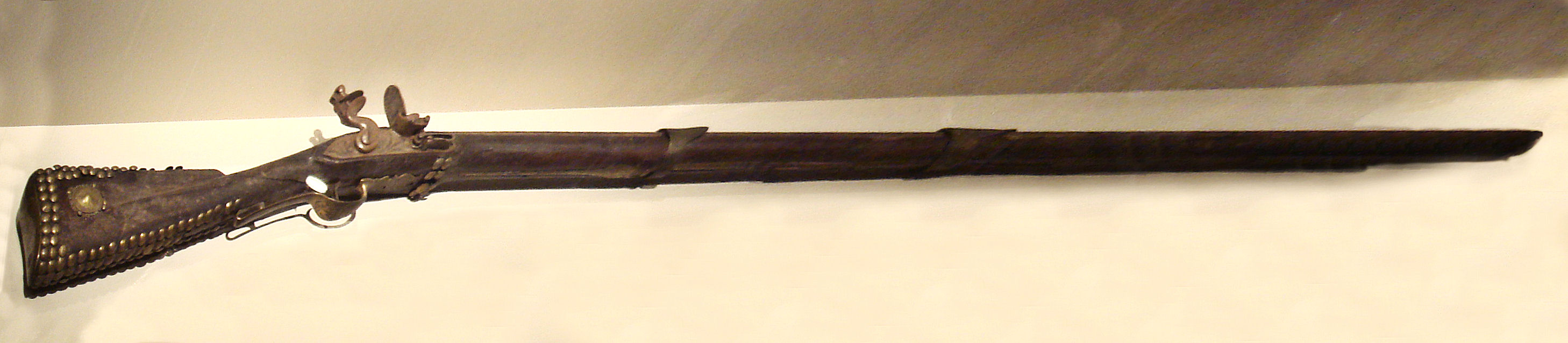
Fusil à platine à silex de Madagascar de la fin du XIXe siècle.

La platine à silex est un type de mécanisme autrefois utilisé dans les armes à feu, mise au point par l'arquebusier Marin Bourgeois en combinant le système de deux platines existantes (à chenapan et à miquelet). Vers 1630, il a rapidement remplacé les mécanismes plus anciens, les platine à mèche et platine à rouet (simplification de construction de celle-ci par les armuriers), et son usage s'est perpétué pendant plus de deux siècles, jusqu'à son remplacement par des systèmes basés sur la percussion d'une capsule de fulminate de mercure et sur la cartouche métallique.

## Description

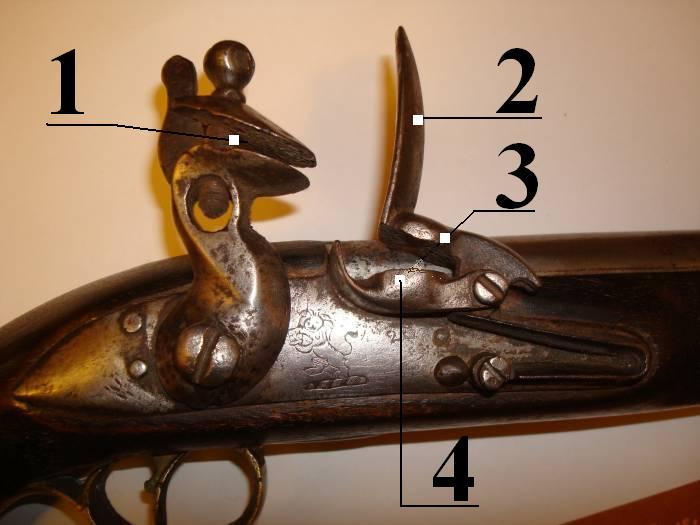
Platine à silex : 1=chien porte-silex ; 2=batterie ; 3=couvre-bassinet ; 4=bassinet.

Animation d'un déclenchement d'une platine à silex.

Sur le chien est fixé un morceau de silex (chaque pierre est utilisable une quarantaine de coups). Lors de la pression sur la détente, le silex heurte fortement la lamelle de fer (appelée « batterie ») à la surface rugueuse, ce qui provoque une forte étincelle. En se soulevant, la batterie découvre le bassinet renfermant la poudre d'allumage. Un petit trou reliant le bassinet au canon, appelé la lumière, permet d'enflammer la poudre de tir.
Ce système est utilisé durant tout le XVIIIe siècle et connait son apogée sous l’ère napoléonienne. Il a pour avantage d'être plus fiable que la platine à mèche et plus économique que le rouet. Cependant, les ratés sont fréquents (environ un coup sur cinq).

## Platine à chenapan

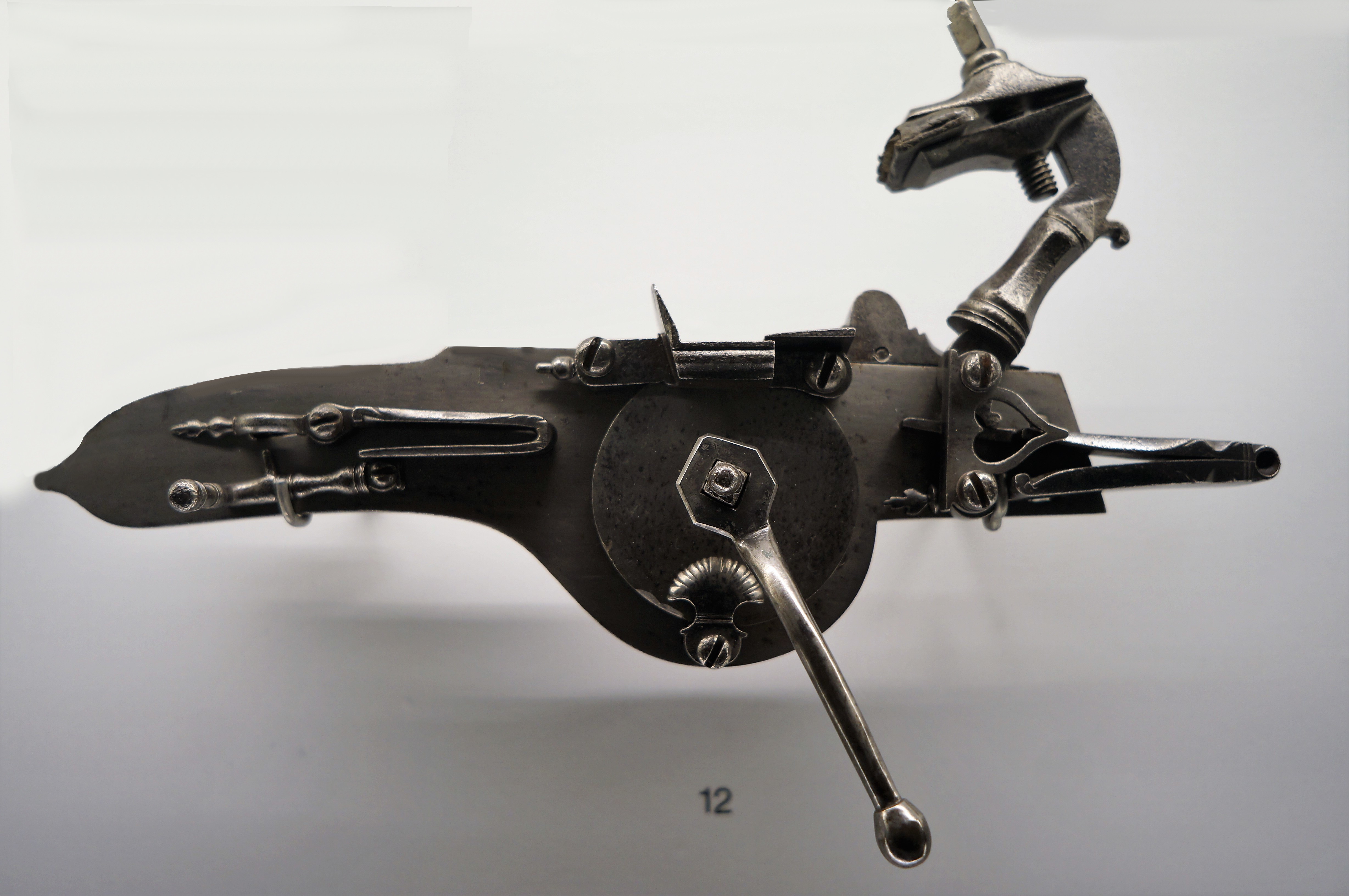
Mécanisme de platine à rouet. Palais des Beaux-Arts de Lille.

La platine à chenapan est une des premières platines à silex développées en Europe du Nord vers 1550 en remplacement de la platine à rouet trop complexe et onéreuse.
Composition
- une platine comportant le mécanisme de mise à feu ;
- un bassinet où est déposée la poudre d’amorçage ;
- le chien support silex, solidaire de la noix par l’intermédiaire d’un axe carré ;
- la noix est solidaire d’une tige-poussoir en contact avec le couvre-bassinet. Cette noix comporte un cran de sécurité où la gâchette assure l’immobilité ;
- un puissant ressort assure la pression sur la noix ;
- un couvre-bassinet manœuvrable à la main pour permettre le chargement du bassinet ;
- une batterie, plaque métallique articulée sur laquelle le frottement du silex provoquera des étincelles.

Position de sécurité Ale chien est ramené à l’arrière jusqu’au verrouillage de la gâchette dans le cran de sécurité de la noix. La batterie est poussée en avant ainsi que le couvre-bassinet pour permettre le chargement de la poudre d’amorçage dans le bassinet, puis le couvre-bassinet est remis en position arrière.
Position d’armement Bla batterie est basculée en arrière sur le bassinet.
Position de tir CToutes les actions sont mécaniques et simultanées. L’action de la gâchette libère la noix qui pivote sous l’action du ressort, entraînant le chien. La tige solidaire de cette noix pousse le couvre-bassinet, le chien pivote et le silex vient frotter sur la batterie qui est éjectée en avant. Les étincelles produites enflamment la poudre du bassinet, puis celle insérée dans le canon de l’arme.

## Platine à miquelet
Contemporaine de la platine à chenapan, la platine à miquelet est d’origine espagnole ; son nom est tiré de son usage chez les Miquelets, partisans catalans à la solde du mercenaire Michelotto Corella. La particularité de cette platine est d'être constituée d'une seule pièce formant batterie et couvre-bassinet.
Composition
- une platine comportant le mécanisme de mise à feu ;
- un bassinet où est déposé la poudre d’amorçage ;
- le chien support silex, solidaire de la noix par l’intermédiaire d’un axe carré ;
- la noix comporte deux crans de sécurité où la gâchette assure l’immobilité ;
- un puissant ressort assure la pression sur la noix ;
- un couvre-bassinet et batterie manœuvrable à la main pour permettre le chargement du bassinet ;
  - la partie batterie, sur laquelle le frottement du silex provoque des étincelles.

Position de sécurité Ale chien est ramené à l’arrière jusqu’au verrouillage de la gâchette dans le cran de sécurité 1 dont la forme empêche le déverrouillage à la suite d'un appui involontaire de la détente. La batterie et le couvre-bassinet sont poussés en avant pour permettre le chargement de la poudre d’amorçage dans le bassinet, puis l’ensemble est remis en position avant.
Position d’armement BLe chien est légèrement tiré en arrière pour dégager la gâchette du cran de sécurité de la noix par une action sur la détente. La noix pivote et la gâchette vient se bloquer dans le cran d’armement 2.
Position de tir CToutes les actions sont mécaniques et simultanées. L’action de la gâchette libère la noix qui pivote sous l’action de ressort, entraînant le chien dont le silex vient frotter sur la batterie qui est éjectée en avant, les étincelles produites enflamment la poudre du bassinet puis celle contenue dans le canon de l’arme.

## Platine à silex
Vers 1605 et 1610, un artisan français nommé Marin Bourgeois (1560-1634), également peintre, sculpteur et créateur d'un modèle de fusil à vent, perfectionne la platine à silex en combinant les avantages des deux platines précédentes : la noix à double cran de sécurité de la platine à chenapan et la platine à miquelet. Il reprend la combinaison couvre-bassinet et batterie, cette dernière passant d’une surface plate à une surface courbe. Sur certaines platines existait une sécurité supplémentaire : un crochet extérieur venait se bloquer dans le talon du chien, crochet ensuite retiré avec le pouce avant de faire feu.
À partir de 1610 et pendant environ 200 ans, cette platine devient le standard de tous les pays d’Europe septentrionale, avant d’être détrônée en 1818 par la platine à percussion fonctionnant avec l’amorce au fulminate de François Prélat.

## Production de « pierre à fusil »

### Type de silex
Pour les pierres à fusil on recherchait les silex blonds et translucides, à cassure lisse assez dure (pour produire de bonnes étincelles) mais pas trop dure (pour ne pas endommager les platines). 
Ces silex particuliers sont présents dans plusieurs régions au substrat calcaire. Dans le sud-ouest du Bassin parisien, la profondeur de la veine de silex varie selon les endroits : assez profonde au Grand-Pressigny, elle se trouve entre 10 et 20 mètres de profondeur autour de Meusnes et Couffy. Les bancs géologiques qui contiennent ces silex sont généralement horizontaux, dans une terre crayeuse et marneuse, molle et gélatineuse. Les silex y sont couverts d'une croûte de 9 à 27 cm d'épaisseur, crayeuse, à la texture fine et très spongieuse, blanche, jaunâtre ou rougeâtre selon la couleur du silex qu'elle renferme.

### Zones de production
Plusieurs zones de production importantes sont connues en Europe, par exemple dans les Monts Lessins dans le nord de l'Italie, près du lac de Garde,, dans la région de Brandon en Angleterre ou encore en Bavière.
En France, dans le Loir-et-Cher, la production locale aurait débuté sur la commune de Couffy pour rapidement s'étendre aux alentours. Du XVIIe au XIXe siècle, Meusnes a été la capitale de la production de la « pierre à fusil »,. Dans son Encyclopédie, Diderot cite Meusnes en même temps que Couffy comme « les endroits de la France qui produisent les meilleures pierres à fusil, & presque les seules bonnes ». 
La production aurait atteint près de 40 millions d'unités au début du XIXe siècle.

### Enjeux économiques et stratégiques
La qualité des pierres à fusil de ce coin du Berry fut très vite renommée, au point de susciter des complots de la part de puissances étrangères pour s'emparer de leur secret. Ce fut d'abord Marlborough qui captura à Malplaquet en 1709 plusieurs fantassins natifs de Meusnes et les déporta dans les  carrières du Suffolk ; les prisonniers cependant bâclèrent leur travail pour garder le secret de la taille des silex.
Frédéric Guillaume, lui aussi, tenta de voler le secret en dépêchant un espion belge du nom de Mathias Close, armurier à Potsdam. Close réussit à apprendre comment tailler les silex, mais sans résultat pour son commanditaire car les silex prussiens ne convenaient pas.
Joseph II tenta sa chance aux prémices de la Révolution en faisant soudoyer un caillouteur de Meusnes du nom de Thimothée Rochette, qui accepta d'émigrer pour une bonne somme, contre l'avis de sa mère mais avec la bénédiction du curé qui sentait les troubles venir. Rochette revint quatre mois plus tard, n'ayant lui non plus point trouvé de silex appropriés dans le sous-sol prussien.
Une autre tentative eut lieu en 1821 quand deux marchands français recrutèrent un caillouteur du nom de Jamet afin de créer une taillerie à Mons. Là encore l'essai échoua faute de silex approprié.
Il est dit que Muhammad Ali, le puissant gouverneur d'Égypte, s'y est essayé également mais sans plus de succès.